# Євпаторійський дельфінарій

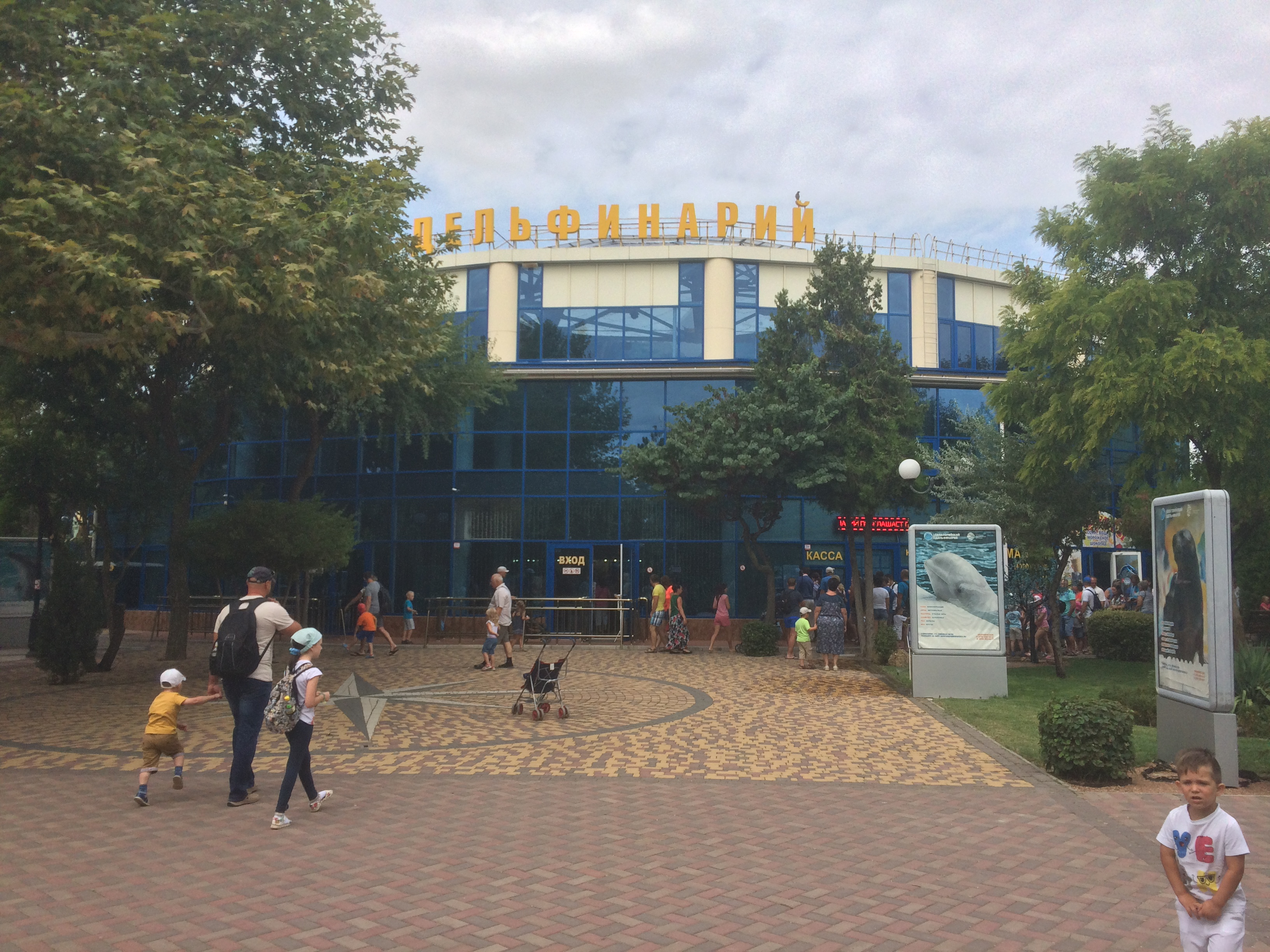
Євпаторійський дельфінарій

Євпаторі́йський дельфіна́рій — спеціальна установа для демонстрації чорноморських дельфінів-афалін, північних морських котиків та інших морських ссавців. Відкритий 1997 року, розташований в курортній зоні. З 2012 року дельфінарій переїхав в нову будівлю.
В експозиції:
- чотири чорноморських афаліни (лат. Tursiops truncatus ponticus)
- два білих кіти-білухи (лат. Delphinapterus leucas)
- два південних морських лева (лат. Otaria flavescens)
- чотири північних морських котика (лат. Callorhinus ursinus)